# Leire Apellaniz
Leire Apellaniz López (Bilbao, 1975) es una productora, directora y guionista de cine española. Es cofundadora de las productoras Señor y Señora, fundada en 2013 con Aritz Moreno  y Apellaniz y de Sosa, fundada en 2017 con Ion de Sosa.

## Trayectoria
Ha trabajado en los festivales de cine de Valladolid, Gijón, Sevilla y Las Palmas, o Documenta Madrid y ha sido jurado en festivales como Seminci. Tras trabajar en el Festival de Cine de San Sebastián dirigiendo durante diez años el departamento técnico del Festival de Cine de San Sebastián, en 2013 fundó la productora Señor y Señora (Sr.&Sra) junto a Aritz Moreno y posteriormente en 2017 Apellaniz y de Sosa con Ion de Sosa produciendo películas con Chema García Ibarra, Irati Gorostidi, Ion de Sosa, Maider Fernández Iriarte y Julián Génisson.
En 2015 produce y dirige su primer documental "El último verano" y en 2017 produce la ópera prima documental de Ana Schulz y Cristóbal Fernández “Mudar la piel”, que narra la historia de Juan, un mediador de ETA que intentó alcanzar la paz entre ETA y el gobierno español, estrenada en el Festival de Locarno. Su primer largo de ficción como productora fue Ventajas de viajar en tren (2019)  de Aritz Moreno, ganó el Premio Feroz a la mejor comedia española del año y fue nominado a cuatro Goyas, a un premio de la Academia de Cine Europeo. Su siguiente producción documental “Las letras de Jordi” (2019) fue la primera película de Maider Fernández IriarteEn 2022 estrenó su corto La concha en el Festival de Cine de Gijón.
Implicada en el cine independiente y sosteniblesu cortometraje La concha (2022) con producción de Nahikari Ipiña, fue la primera producción audiovisual rodada en el País Vasco que obtiene el certificado de sostenibilidad albert  que certifica la producción sostenible y neutra en carbono.
Ha sido docente en varios centros de investigación y creación cinematográfica, entre ellos Tabakalera y la Elias Querejeta Zine Eskola.

## Filmografía
Como directora
- El último verano (2016). Documental. Dirección y guion
- La concha (2022) Cortometraje[13][10] dirigido y coescrito con Marta Bassols.[14]
- Canto cósmico. Niño de Elche (2022) Documental. Dirección con Marc Sempere dirección, guion, producción[15]
- Zuria (en desarrollo)

Como productora
- Mudar la piel (2018) dirección Ana Schulz y Cristóbal Fernández[17]
- Ventajas de viajar en tren (2019) dirección Aritz Moreno
- Leyenda dorada (2019) de Chema García Ibarra y Ion de Sosa
- Las letras de Jordi  (2019) dirección Maider Fernández iriarte
- Espíritu sagrado (2021) de Chema García Ibarra
- Counters (2022) dirección Irati Gorostidi
- Fe (2022) dirección Maider Fernández Iriarte
- Canto cósmico. Niño de Elche (2022)
- La concha (2022) Cortometraje. También directora y coguionista
- Inmotep (2022) dirección Julián Génisson
- Samsara (2023) dirección Lois Patiño[18]
- Mamántula (2023) dirección Ion de Sosa
- Daniela Forever (2024) dirección Nacho Vigalondo
- Una ballena (2024)